# 马克西米利安·劳布
马克西米利安·劳布（德語：Maximilian Raub，1926年4月13日—2019年11月17日），奥地利男子皮划艇运动员。他曾代表奥地利参加1952年和1956年夏季奥林匹克运动会皮划艇比赛，共获得二枚铜牌。